# نقش‌برجسته خنگ کمالوند
نقش برجسته خنگ کمالوند در شهرستان ایذه، بخش مرکزی، دهستان حومه غربی، روستای کمالوند واقع شده و این اثر در تاریخ ۲۶ اسفند ۱۳۸۷ با شمارهٔ ثبت ۲۵۹۷۳ به‌عنوان یکی از آثار ملی ایران به ثبت رسیده است.